# Noël Dejonckheere
Noël Dejonckheere (Lendelede, 23 de abril de 1955 - 29 de dezembro de 2022) foi um desportista belga que competiu no ciclismo nas modalidades de pista e rota.
Ganhou uma medalha de ouro no Campeonato Mundial de Ciclismo em Pista de 1978, na corrida por pontos.
Em estrada seus maiores sucessos foram seis vitórias de etapa na Volta a Espanha (duas em 1979, uma em 1983 e três em 1984).

## Medalheiro internacional
| Campeonato Mundial | Campeonato Mundial            | Campeonato Mundial | Campeonato Mundial |
| Ano                | Lugar                         | Medalha            | Competição         |
| ------------------ | ----------------------------- | ------------------ | ------------------ |
| 1978               | Munique ( Alemanha Ocidental) | Medalha de ouro    | Pontuação (A)      |

## Palmarés
| - 1979 - 2 etapas na Volta a Espanha - 1 etapa no Tour do Mediterrâneo - 1 etapa na Volta à Alemanha - 5 etapas na Volta à Região de Valencia - 1980 - 1 etapa na Paris-Nice - 2 etapas na Volta à Andaluzia - 2 etapas na Volta às Três Províncias - 1 etapa no Tour do Mediterrâneo - 1981 - 2 etapas na Volta às Três Províncias - Troféu Luis Puig - 1982 - 1 etapa na Volta à Alemanha - 1983 - 1 etapa na Volta a Espanha - 2 etapas na Volta à Andaluzia - Troféu Luis Puig - 2 etapas da Volta a Castilla | - 1984 - 3 etapas na Volta a Espanha - 1 etapa na Paris-Nice - 1 etapa na Volta à Andaluzia - Troféu Luis Puig - 1 etapa na Volta a Valencia - Tour de Limburgo - 1985 - 1 etapa na Volta a Galiza - Troféu Masferrer - 1987 - 1 etapa na Volta à Andaluzia - 2 etapas na Volta a Múrcia - 1988 - 1 etapa na Volta à Andaluzia |